# Placidus von Camerloher

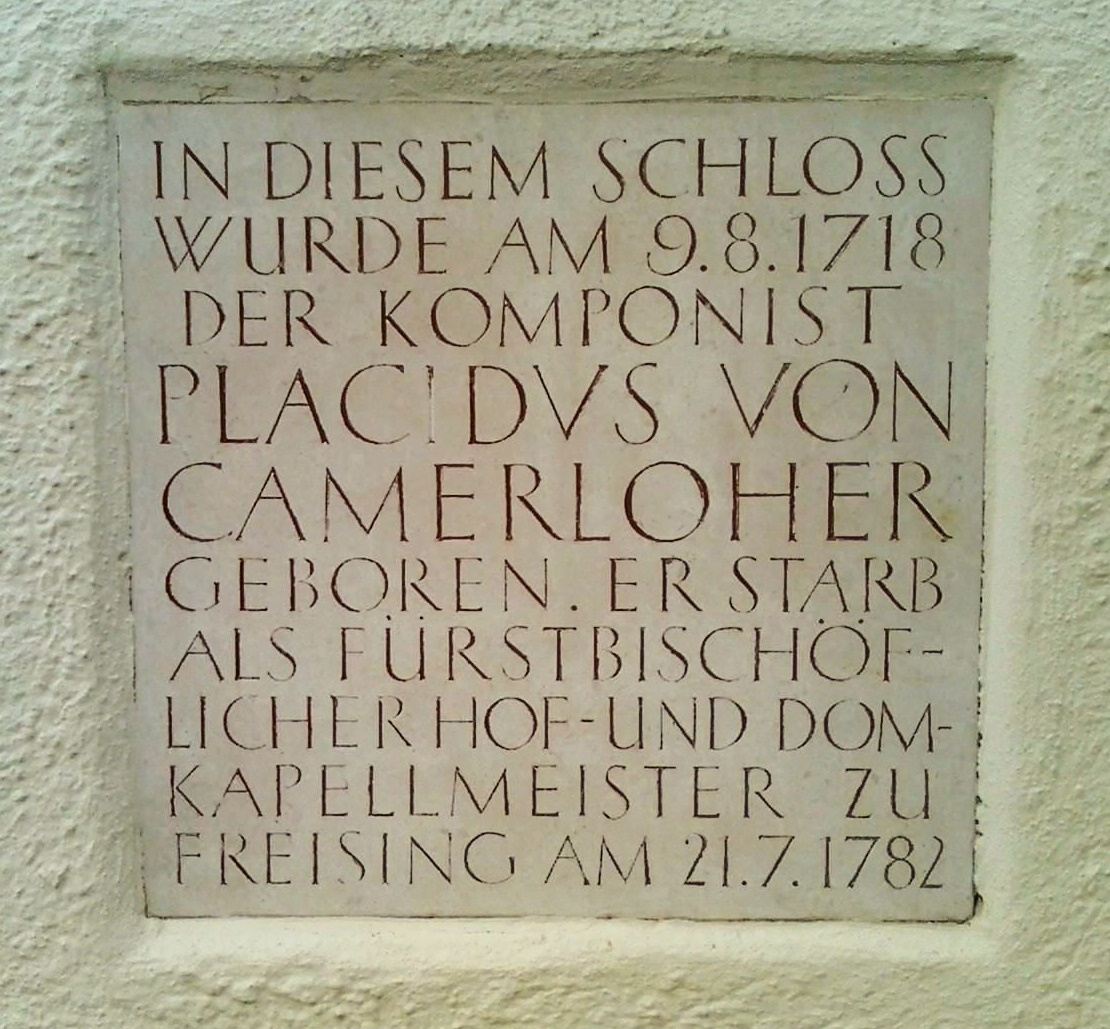
Gedenktafel an Schloss Murnau

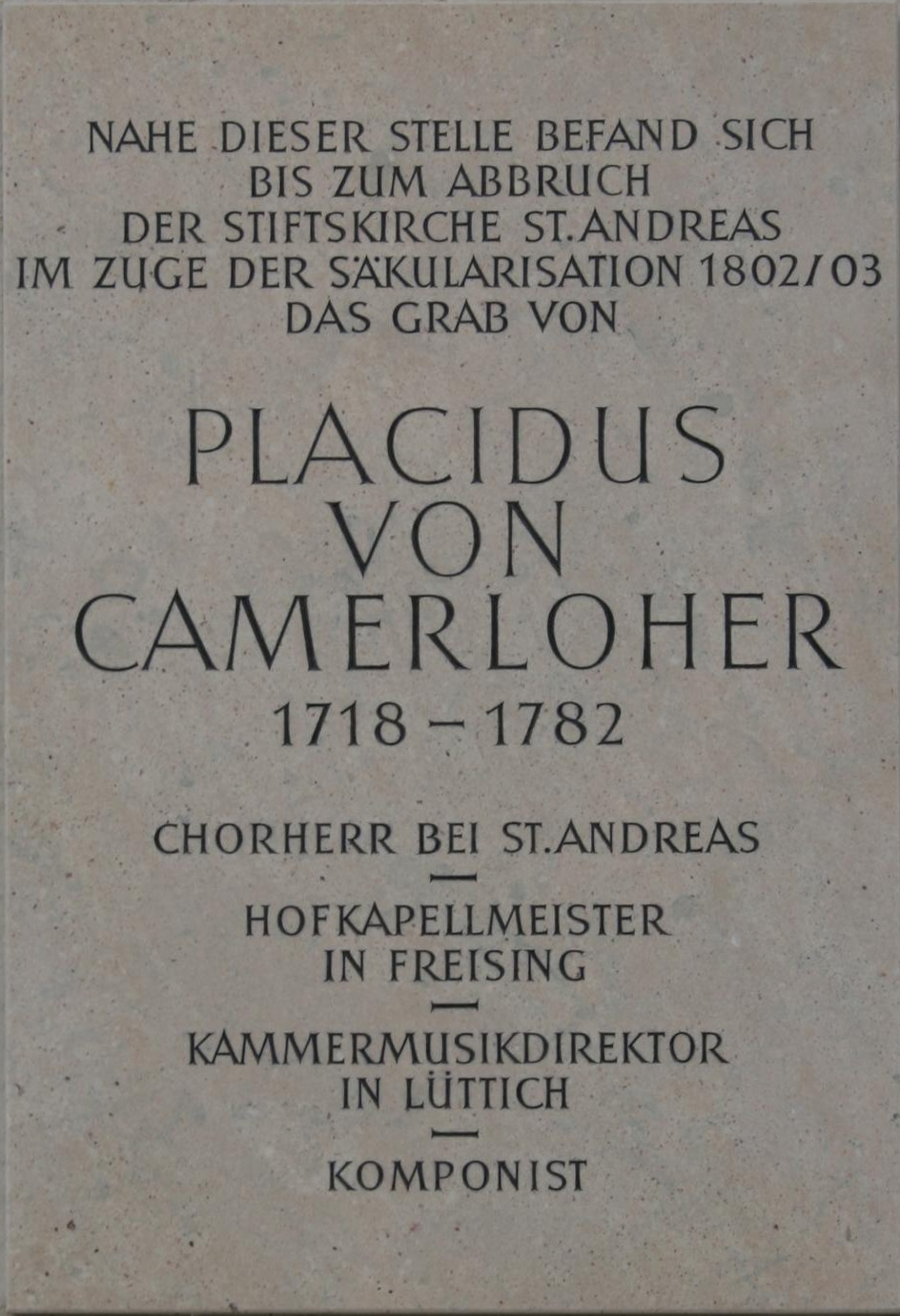
Gedenkstein für Placidus von Camerloher am Diözesanmuseum Freising

Placidus Cajetanus Laurentius von Camerloher (* 9. August 1718 in Murnau am Staffelsee; † 21. Juli 1782 in Freising) war ein deutscher Komponist.

## Leben
Camerloher wurde als Sohn des Gerichtsschreibers Johann Baptist Camerloher geboren. Sein ältester Bruder Joseph Anton Camerloher (1710–1743) war Hofkomponist in München. Placido Camerloher besuchte zwischen 1730 und 1739 die Benediktinische Ritterakademie in Kloster Ettal, wo man sein musikalisches Talent förderte. Nach dem Abschluss der Studien an der Akademie nahm Camerloher in Freising ein Theologiestudium auf und wurde schließlich 1744 zum Priester geweiht.
Fürstbischof Johann Theodor von Bayern machte Camerloher zu seinem Kapellmeister in Freising. 1748 wurde er Kanonikus am Stift St. Veit in Freising und übernahm 1753 das Kanonikat am Stift St. Andreas in Freising. Nachdem Johann Theodor 1744 das Bistum Lüttich übernommen hatte, wurde Camerloher dort zusätzlich Kammermusikdirektor und begleitete den Fürstbischof auf zahlreichen Reisen.
Camerloher starb im Alter von 63 Jahren. Er lag unter der Orgel in der zwischenzeitlich abgebrochenen Freisinger St.-Andreas-Kirche begraben. Nach ihm sind Straßen in München-Laim, Ismaning und Freising benannt, ebenso wie das musische Camerloher-Gymnasium Freising. In Murnau wurde 1964 eine Camerloher Musikschule e.V. von dem Komponisten und Pädagogen Fritz Rabl gegründet.

## Werke

### Werke mit Opuszahl
- Op. 1: 6 Sinfonie a quatro, due Violini, Alto Viola e Basso (München)
- Op. 2: 6 Sonate a tre, due Violini e Basso (Paris, 1765)
- Op. 3: 12 Sinfonie a quatro, due Violini, Alto Viola e Basso (Paris)
- Op. 4: 12 Sinfonie a quatro, due Violini, Alto Viola e Basso (Paris)